# Bhalil
Bhalil (em árabe: البهاليل) é uma pequena cidade do norte de Marrocos, que faz parte da província de Sefru e da região de Fez-Boulemane. Em 2004 tinha 11 638 habitantes e estimava-se que em 2012 tivesse 12 341 habitantes.
Situa-se nos contrafortes setentrionais do maciço do Kandar  de Sefru, uma das extremidades do Médio Atlas, a 975 metros de altitude, 4 km a noroeste de Sefru e 22 km a sudeste de Fez.
É uma vila muito pitoresca, pelas suas ruelas de casas brancas com portas azuis, onde ainda há alguns artesãos tradicionais. Junto aos limites da vila ainda existem habitações trogloditas, algumas ainda habitadas. A localidade é atravessada por uma ribeira sazonal, atravessada por várias pontes. Devido à sua situação elevada, à beira da planície do Saïs, onde se situa Fez, de alguns locais, nomeadamente da parte mais alta, as vistas são estupendas, tanto para norte, em direção a Fez e, mais longe, das montanhas do Rife, como para leste, para o maciço do Jbel Bou Iblane, o segundo mais alto do Médio Atlas.
A origem de Bhalil está envolta em lendas. Segundo a tradição local, os seus habitantes não têm ascendência berbere nem árabe e seriam cristãos que resistiram à islamização. Idris II (r. 808–828) em pessoa, o segundo monarca árabe de Marrocos, foi a Bahlil converter os cristãos que lá viviam e impressionou-os ao ter feito brotar uma nascente para dar de beber ao seu cavalo fatigado. A nascente ainda existe, chama-se Ain Reta e encontra-se junto à grande mesquita. Uma das versões para o significado do topónimo é "homens corajosos, guerreiros".
Nhalil faz parte do roteiro turístico mencionado em vários guias, dito do maciço do Kandar, que circunda essas montanhas e inclui Sefru e Imouzzer Kandar (ver artigo dessa cidade para mais informações).